# La batalla de Alejandro en Issos
La batalla de Alejandro en Issos (también conocida por otros nombres similares, como La batalla de Alejandro, La batalla de Issos, etc.) es la pintura más famosa de Albrecht Altdorfer (c. 1480-1538). Realizada entre 1528 y 1529, esta pintura al óleo muestra al joven Alejandro Magno en 333 a C., en el momento de su victoria sobre el ejército persa del rey Darío III en la batalla de Issos. La obra fue encargada por el duque Guillermo IV de Baviera y pasó de la colección real de Baviera a la Pinacoteca Antigua de Múnich, Alemania.

## Altdorfer y la pintura
Albrecht Altdorfer llevó a cabo importantes mejoras dentro del paisajismo y el aguafuerte. También fue arquitecto, grabador y líder de la Escuela del Danubio. Altdorfer casi fue contemporáneo de Alberto Durero y Grünewald, con influencias más destacadas de este último en su arte. El Concierto de los Ángeles y una Virgen y el Niño (véase Sección Galería) del Retablo de Isemheim ha sido comparada con La batalla de Alejandro en Issos a causa del extraño cielo nocturno.
Altdorfer fue uno de los primeros paisajistas puros, sin retratar personas, aunque la mayoría de su producción consiste en escenas religiosas más convencionales. La batalla de Issos es una obra atípica dentro de su trabajo, tanto por su tamaño como por su temática que fueron dictadas por la comisión recibida. Sin embargo, allí puede apreciarse el crecimiento de su estilo respecto de varias escenas de batalla en miniatura que había realizado años antes, en 1512-14, para el manuscrito ilustrado de Maximiliano I de Habsburgo llamado La procesión triunfal. Pese a hallarse fuera de su temática habitual, o tal vez por eso mismo, esta pintura se ha convertido en su obra más famosa. Altdorfer firmó la pintura con un monograma situado en la esquina inferior derecha, fechado en 1529, y también escribió "ALBRECHT ALTORFER ZU REGENSPVRG FECIT" en el borde inferior del estandarte en el cielo.

## La batalla histórica de Issos

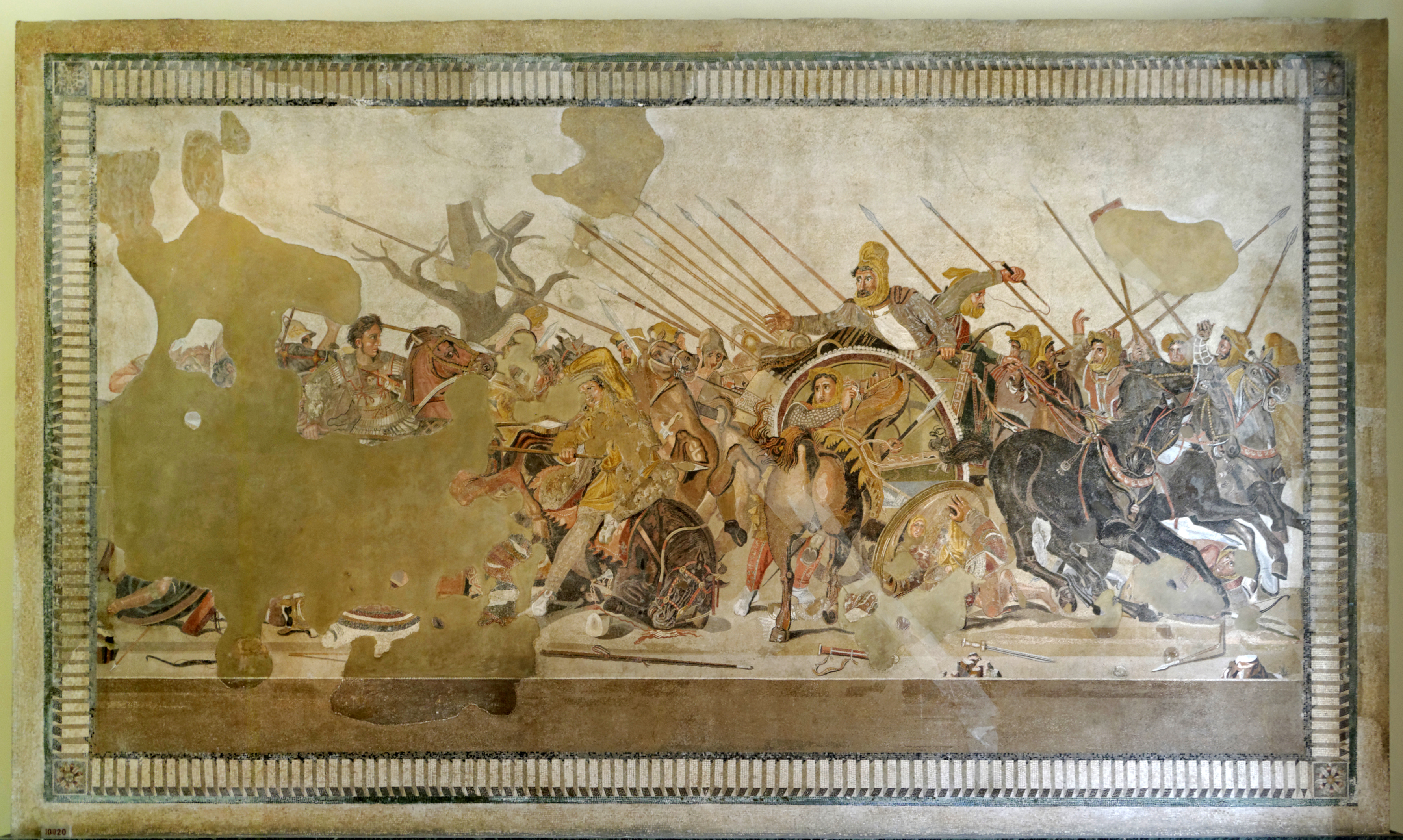
El Mosaico de Issos, hallado en Pompeya, es otra representación famosa de la batalla.

La ciudad de Issos estaba ubicada en el sureste de Asia Menor, cerca de donde actualmente se encuentra Alejandreta, Turquía. Pese a que la batalla tuvo lugar allí (en la moderna Turquía), en la pintura pueden distinguirse los Alpes y ciudades obviamente alemanas, puesto que la cantidad de territorio que puede verse desde un punto tan elevado está exagerado inmensamente.
La batalla misma fue un triunfo táctico de Alejandro Magno, y posiblemente su victoria más famosa. Los historiadores modernos estiman que el ejército macedonio perdió a unos 7000 hombres (tal vez, el 16 %) frente a las 30 000 muertes causadas al ejército persa de Darío III. No obstante, las inscripciones de la pintura, probablemente efectuadas por Aventin, el historiador de la corte bávara, se refieren a cantidades mucho mayores (véase siguiente sección).

## Temática y procedencia

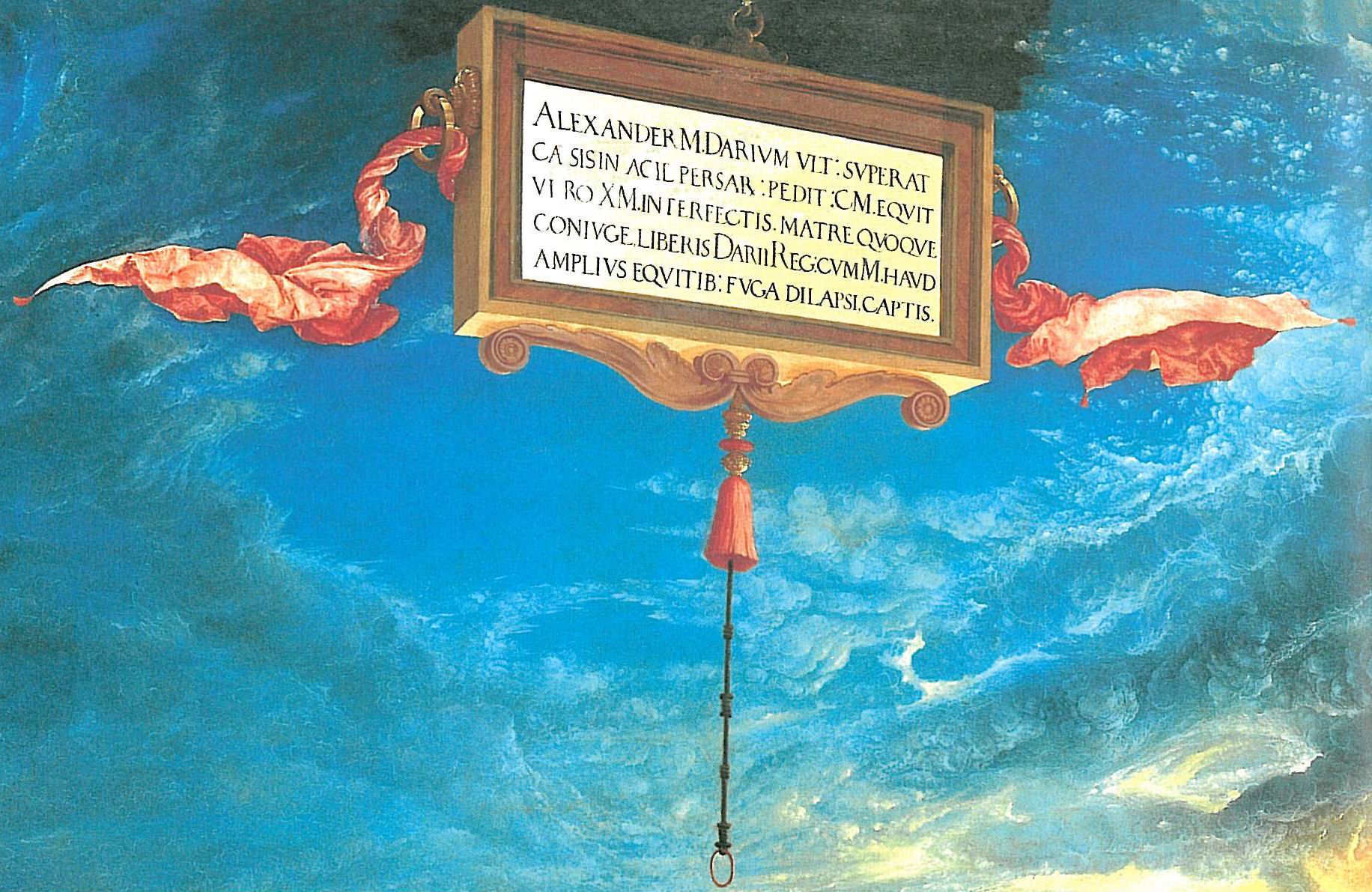
Detalle de la inscripción del estandarte.

La temática queda explicada en la pintura misma por medio del estandarte que cuelga del cielo; dentro de él, originariamente en alemán pero reemplazado al latín en una fecha desconocida (aunque se presume que el texto es el mismo), puede leerse:

ALEXANDER M(AGNVS) DARIVM ULT(IMVM) SVPERAT
CAESIS IN ACIE PERSAR(VM) PEDIT(VM) C(ENTVM) M(ILIBVS) EQUIT(VM)
VERO X M(ILIBVS) INTERFECTIS MATRE QVOQVE
CONIVGE; LIBERIS DARII REG(IS) CVM (M(ILLE) HAVD
AMPLIVS EQVITIB(VS) FVGA DILAPSI CAPTIS
Alejandro Magno venciendo al último Darío,
tras que 100 000 soldados de infantería y más de 10 000 de caballería
cayeran muertos entre las filas persas.
Mientras que su madre, esposa e hijos fueron tomados prisioneros,
el rey Darío pudo huir con no más de 1000 jinetes.

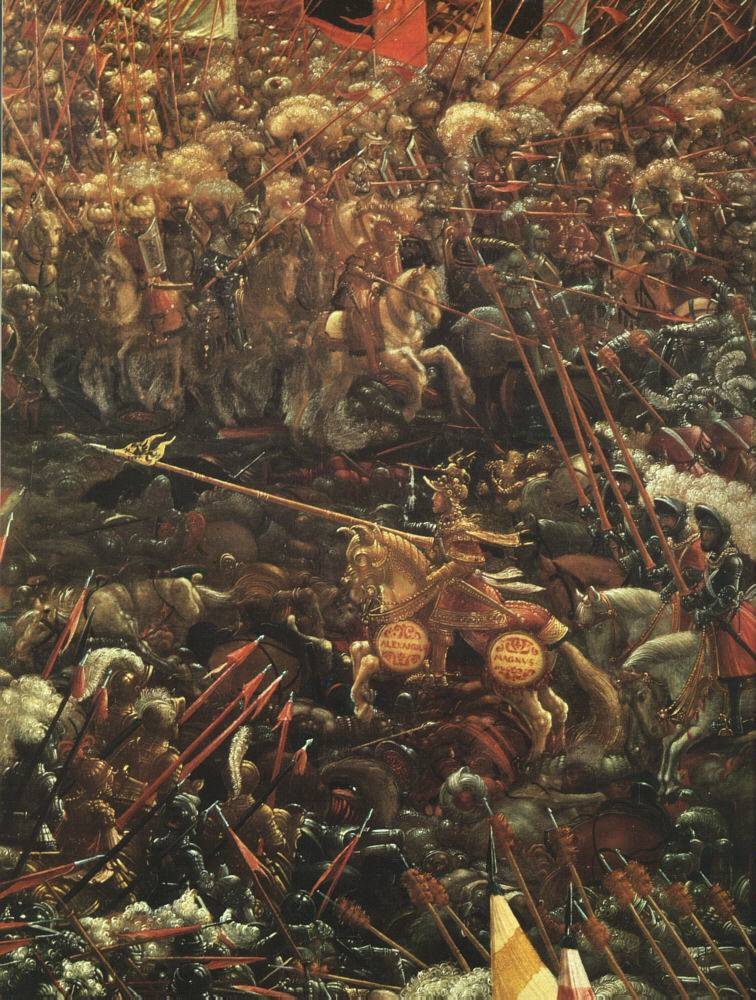
Detalle que muestra a Alejandro Magno.

Además, Alejandro y Darío están identificados mediante pequeñas inscripciones en su montura y carro respectivamente y los estandartes que portan los ejércitos tienen sus propias inscripciones. La obra fue encargada por el duque Guillermo IV de Baviera como una de las tres primeras obras de una serie de ocho pinturas que representan batallas de la Antigüedad clásica (otras dos son La batalla de Cannas de Hans Burgkmair y La batalla de Zama de Jörg Breu). Cinco de estas obras aún se encuentran en la Pinacoteca Antigua de Múnich, mientras que las tres restantes actualmente se hallan en el Nationalmuseum en Estocolmo, Suecia, tras haber sido tomados como botín por el ejército sueco durante la Guerra de los Treinta Años. Estas ocho pinturas que celebran a hombres heroicos acabaron teniendo por compañía a otras ocho obras que exaltan a heroínas de la Biblia y la Antigüedad. Altdorfer llevó a cabo su encargo con toda seriedad y renunció a su puesto de alcalde de Ratisbona para cumplir con este. La pintura histórica a gran escala era algo nuevo en Alemania por aquella época y la originalidad de la visión de Altdorfer pudo beneficiarse por la ausencia de modelos a seguir.
La batalla de Alejandro en Issos fue una de muchas obras que fueron llevadas a París por Napoleón Bonaparte y su fama data principalmente de este período. Supuestamente, Napoleón la habría hecho colgar en su baño de Saint-Cloud hasta que los prusianos la capturaron en 1814. En 1740 un crítico alemán la había creído un trabajo de Alberto Durero (Albrecht Dürer), pese a las dos firmas de Altdorfer. El escritor alemán Friedrich von Schlegel fue una de las muchas personas que la vio en el Museo del Louvre y quedó maravillado, por lo que la llamó una «pequeña Ilíada pintada».

## Análisis de la pintura

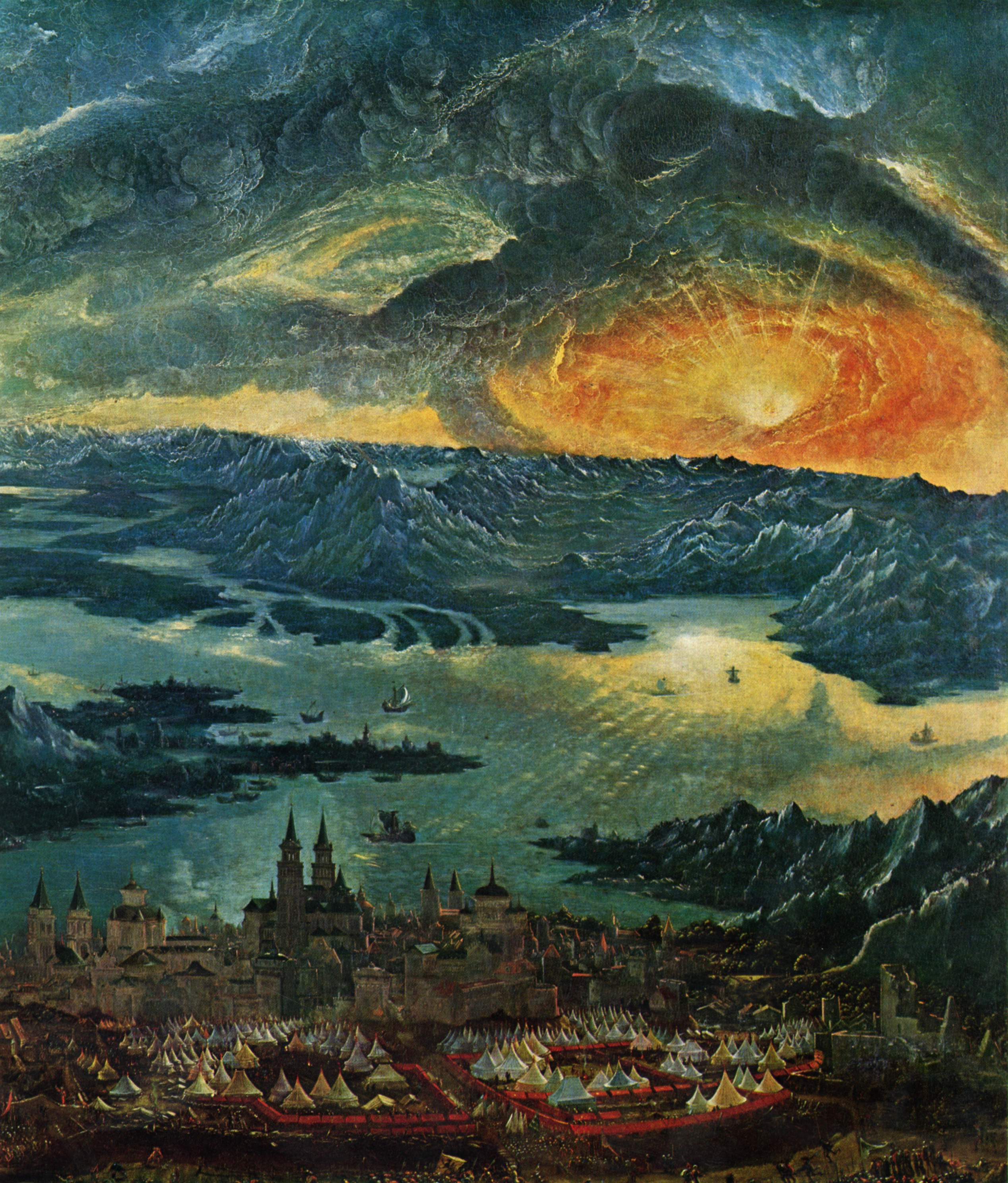
Detalle de la puesta del sol.

Detrás de los numerosos ejércitos se encuentran las montañas de Asia Menor frente al mar Mediterráneo y Chipre. En el fondo se hallan Palestina, el Sinaí, el mar Rojo y África con el serpenteante río Nilo hasta su delta frente a la gentil curva del horizonte y la dramática puesta del sol. En la esquina superior izquierda está la luna en cuarto creciente, sobre la escena del rey persa que huye en su carro de guerra, una referencia al «pueblo de la luna creciente», por ejemplo los turcos. La presencia de dos cuerpos celestes se ve reflejada en las dimensiones cósmicas atribuidas a la batalla, con el apoyo de una cita bíblica (Daniel 7) que describe el hecho como parte del plan de Dios para la humanidad, donde el reino de Alejandro Magno fue sucedido por el Imperio romano, que a su vez fue sucedido por el Sacro Imperio Romano Germánico. Por lo tanto, toda la pintura es una exhortación al emperador Carlos V para que aplaste a los turcos que en ese entonces amenazaban Viena.
Altdorfer intentó representar las descripciones históricas de que disponía en cuanto al número de soldados presentes en la batalla, por lo que los dos ejércitos se transformaron en una masa de gente de modo que no pueden distinguirse los bandos. Las armaduras que utilizan la mayoría o todos los soldados es inconfundiblemente la empleada en el siglo XVI. La obra hace uso de una compleja e imposible vista a vuelo de pájaro que comienza relativamente cerca del suelo, al frente de la pintura, pero que en cuanto al fondo se halla claramente a la altura que alcanzaría transbordador espacial. Pese a que también están representadas la Torre de Babel (cerca del borde izquierdo), las Pirámides de Egipto y probablemente el Templo de Jerusalén, la mayoría de estos edificios no tienen la intención de reflejar la arquitectura antigua y son construcciones imaginarias y extravagantes de estilo renacentista alemán.

## Galería

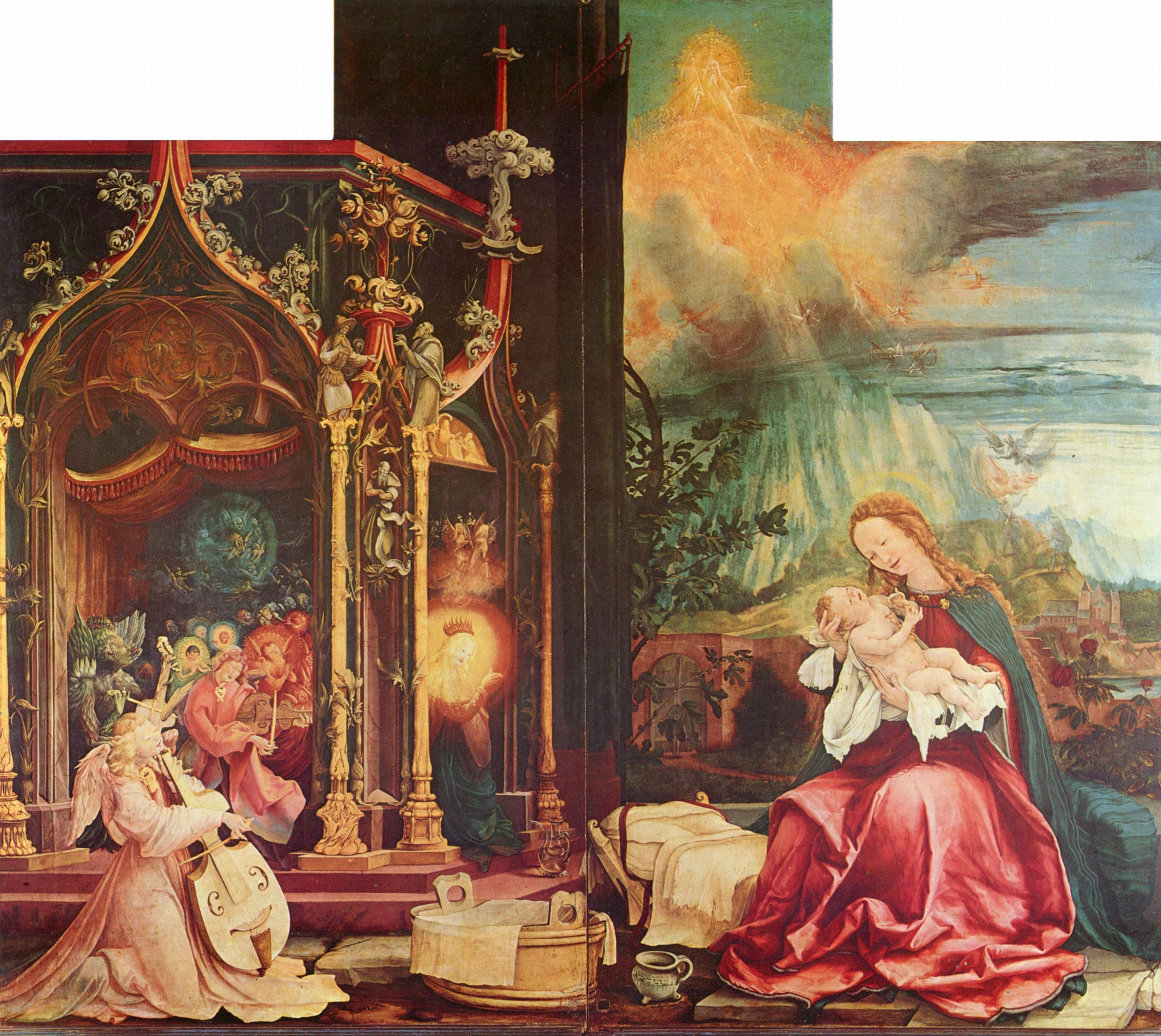
Parte del Retablo de Isemheim de Grünewald: su Concierto de los Ángeles y una Virgen y el Niño.
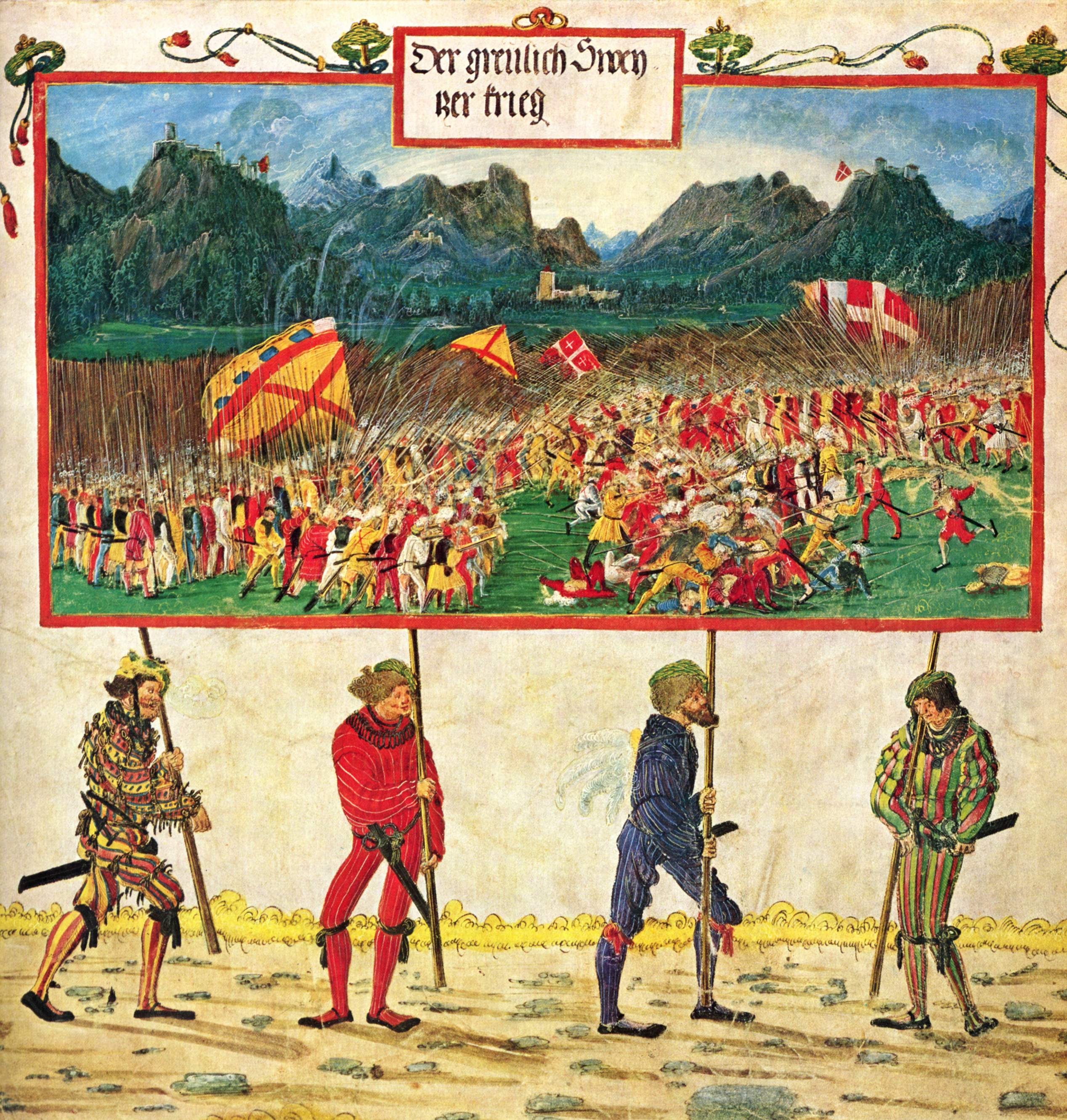
Escena de la batalla realizada por Altdorfer para el manuscrito ilustrado La procesión triunfal de Maximiliano I de Habsburgo, 1512-14.
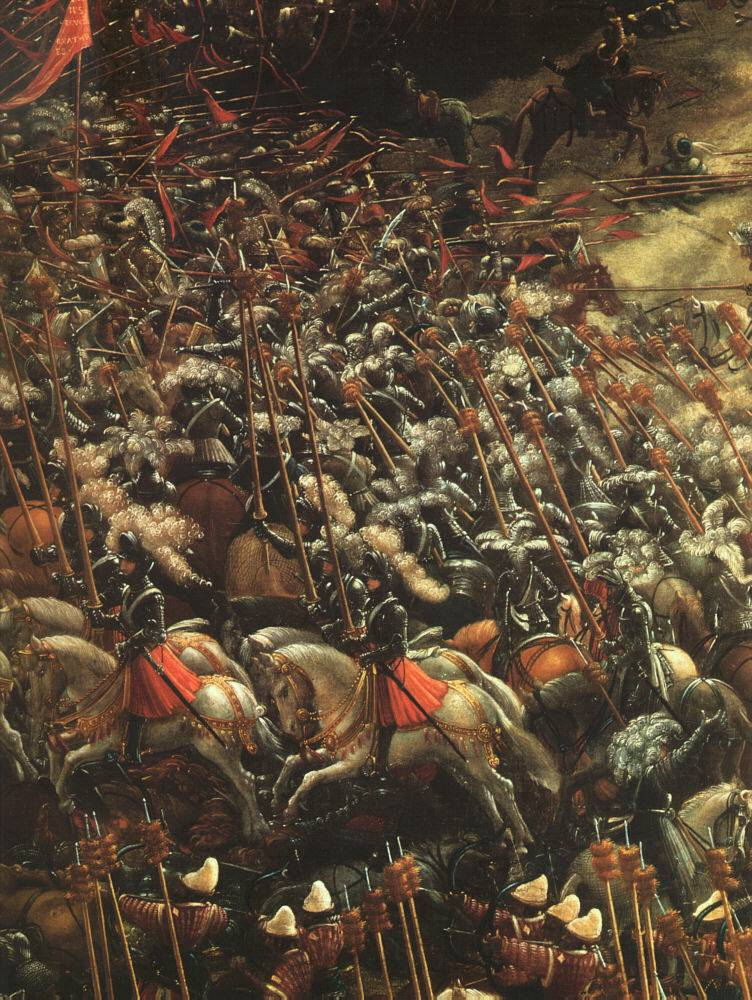
Detalle que muestra a los jinetes de Alejandro dirigiéndose hacia el este.
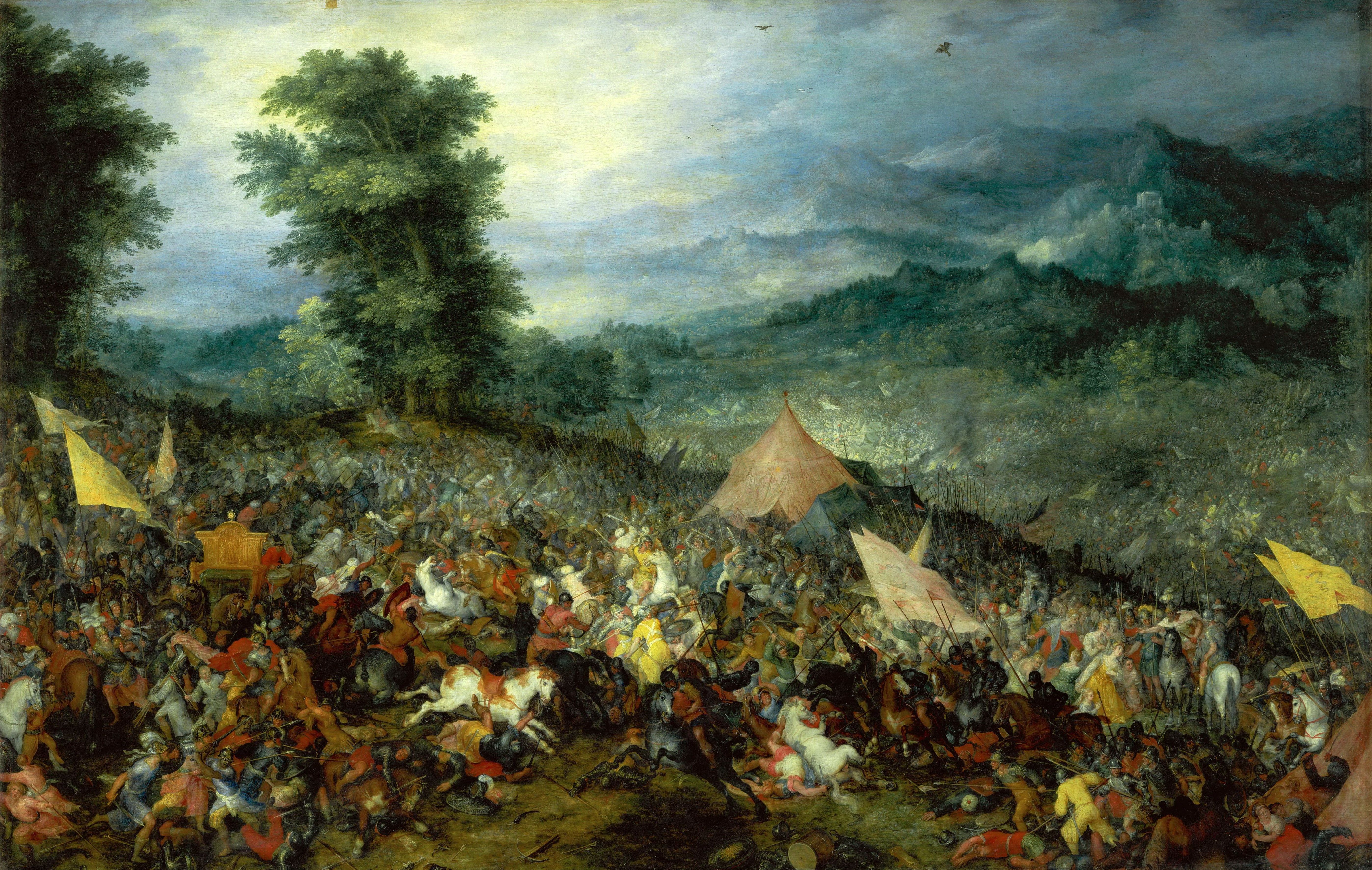
La batalla de Issos por Jan Brueghel el Viejo, 1602.